# El Chaparral (cruce fronterizo)

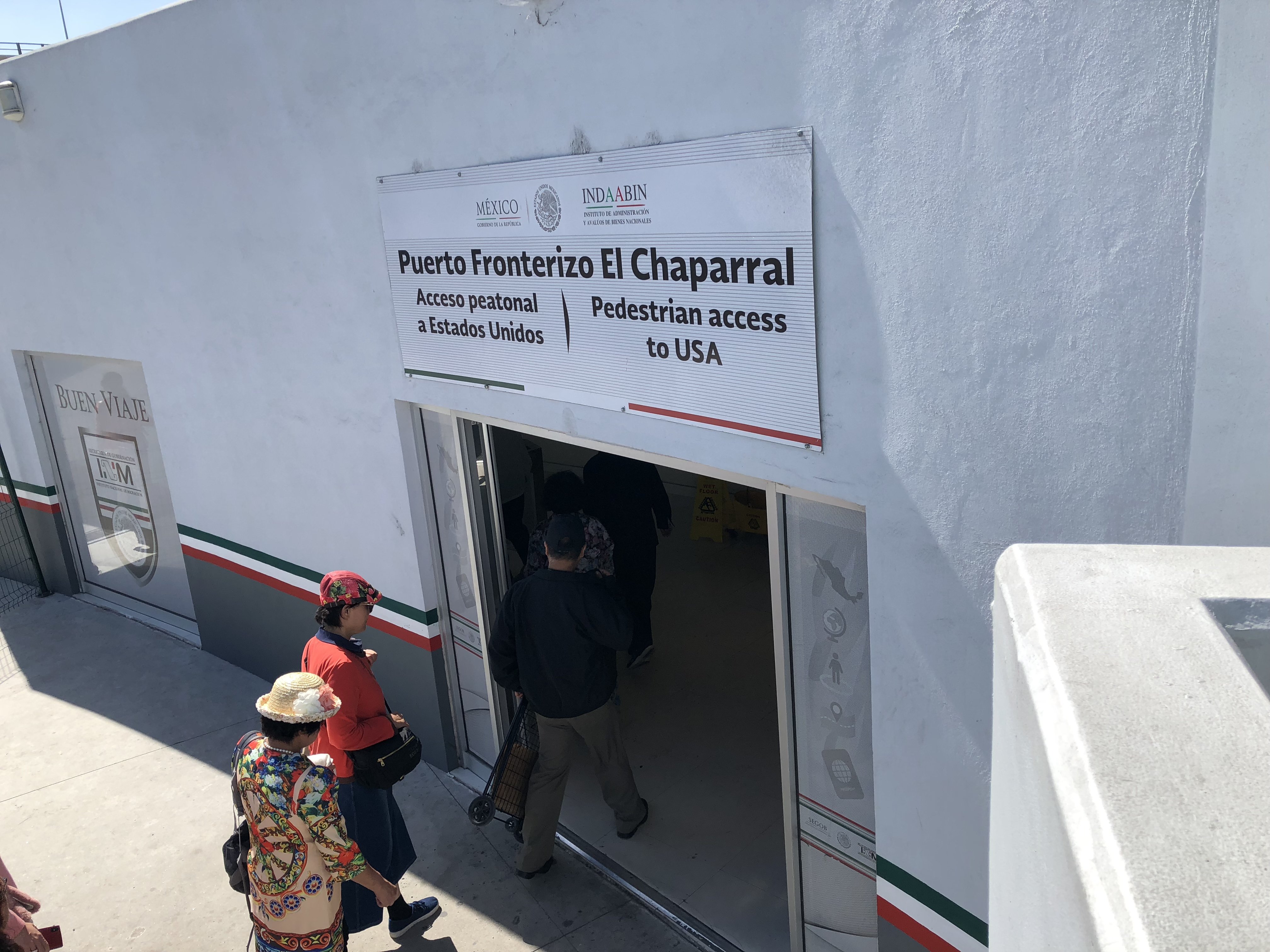
Acceso peatonal a EE. UU. "Puerto Fronterizo El Chaparral"

El cruce fronterizo El Chaparral es desde 2012 la principal puerta de entrada vehicular de San Diego a Tijuana, México, reemplazando el cruce anterior llamada "Puerta México" que quedaba inmediatamente al este. Con la apertura de El Chaparral la cantidad de carriles se incrementó a 22, lo que reducía el tiempo de espera para los vehículos pasando al lado mexicano. Los vehículos acceden a El Chaparral por una vía temporal de cinco carriles de unos 300 m. que es la continuación del autopista Interestatal 5 en California.
El cruce entre San Diego y Tijuana por San Ysidro/El Chaparral es el más transitado del mundo; por ejemplo, 50.000 vehículos y 25.000 peatones cruzan de sur a norte cada día por la garita estadounidense de San Ysidro.
El cruce peatonal tanto de México como de Estados Unidos tiene un horario y ha tenido cierres temporales debido a varios factores (aumento de migración ilegal, altas temporadas de compras, horario de entrada de trabajadores y estudiantes, horario de salida de trabajadores y estudiantes, etc.)
|  |  |                                          |
|  |  | Este: Garita Internacional de San Ysidro |
|  |  |                                          |